# Archivo Municipal de Sueca
El Archivo Municipal de Sueca (A.M.S.) es un archivo que depende institucionalmente del Ayuntamiento de Sueca. Es el encargado de reunir, organizar, conservar y difundir la documentación producida y recibida por el consistorio en el ejercicio de sus funciones desde su creación.

## Historia[1]

### Orígenes
La historia del Archivo Municipal es inseparable de la de la administración local del municipio, y tan antigua como este, puesto que los pergaminos más antiguos que se conservan son del siglo XIII y establecen el reparto de tierras que supuso la formación y consolidación del municipio, poco después de la reconquista y repoblación cristiana del territorio valenciano.
Será ya a finales de este mismo siglo XIII cuando en la documentación local se hable de un Justicia y unos Jurados propios, independientes de los de Cullera, ciudad de la que dependió administrativamente en un primer momento.
Primero el "Consell" (Consejo) y después, a partir de los Decretos de Nueva Planta, el Ayuntamiento, conservaron en unas dependencias anexas a la Corte o Escribanía de la Corte local, el archivo o documentación emanada por estos organismos. Estos fondos archivísticos, que han llegado casi intactos hasta la actualidad, forman el conjunto del Archivo Municipal de Sueca.
Al contrario que en otras poblaciones de la Comunidad Valenciana el archivo de Sueca se ha mantenido casi intacto desde sus orígenes, mientras otros muchos han visto menguar su patrimonio archivístico debido a incendios, inundaciones y sobre todo de las distintas guerras que han asolado la región.
Las Guerras Carlistas del siglo XIX afectaron también a la comarca de la Ribera Baja, de la que Sueca es capital. Una partida carlista ocupó la ciudad en 1873 e hizo explosionar una bomba a las puertas del consistorio, sin que llegara a afectar al archivo. Y la última Guerra Civil, que causó la desaparición de la mayoría de los archivos municipales de la Comunidad Valenciana, registró en Sueca sólo una destrucción, la de parte del archivo parroquial de la Iglesia de San Pedro Apóstol.
Esta supervivencia del patrimonio archivístico local a pesar de las distintas guerras y destrucciones, y el desarrollo, ya desde principios del siglo XIX, de la historiografía local explican la buena conservación del fondo archivístico suecano y su mayoritaria catalogación.
Pero a pesar de conservar documentación desde el siglo XIII en Sueca no se ha encontrado entre los documentos más antiguos referencias a la habilitación o uso de ninguna sala para archivo, ni tampoco a una ordenación sistemática que permitiera la fácil consulta de los fondos. Por todo ello no encontramos la denominación de archivo hasta medios del siglo XVIII.

### SigloXVIII
El siglo XVIII será el de los inicios de la ordenación del Archivo Municipal de Sueca, y marcará la pauta para los siglos posteriores.
La primera fecha referente al archivo es de 1751, cuando unas disposiciones del secretario de Estado José de Carvajal y Lancáster, de 28 de mayo de 1751, siguiendo una orden de Fernando VI de 9 de noviembre de 1750, ordenaban la estructuración y catalogación de los diferentes archivos del reino.
El oidor de la Real Audiencia de Valencia, Miquel Eugeni Muñoz, escribe el 8 de junio de 1751 a todos los corregidores del Reino de Valencia para que ejecuten las disposiciones ministeriales. El corregidor de Alcira, Miquel de Losada, dentro de la demarcación del cual estaba Sueca, lo transmite por carta el 16 de junio a Sueca y cinco días después el Consejo municipal debate esta orden del corregidor de Alcira y acuerda lo siguiente:
“...en orden a la composición y arreglo de los papeles y libros del archivo de ella [Sueca], hallándose este sin arreglo alguno […] se valgan de aquellas personas que tengan inteligencia en letras antiguas y demás que necesiten para enquadernar y coser lo que se nezesitase. Y assí mismo, se haga un quarto para Archivo, con los estantes correspondientes para el arreglo y custodia de los papeles, sobre la sala del Ayuntamiento o donde parezca estar más conveniente, satisfaciéndose todo quanto en dicho arreglo de papeles y composición de dicho archivo se considerase útil y nezesario por el depositario de propios, cobrando éste las cautelas nezesarias.”
Es decir, del acuerdo se desprende que hasta este momento ni había sala propia para el Archivo ni los documentos estaban organizados.

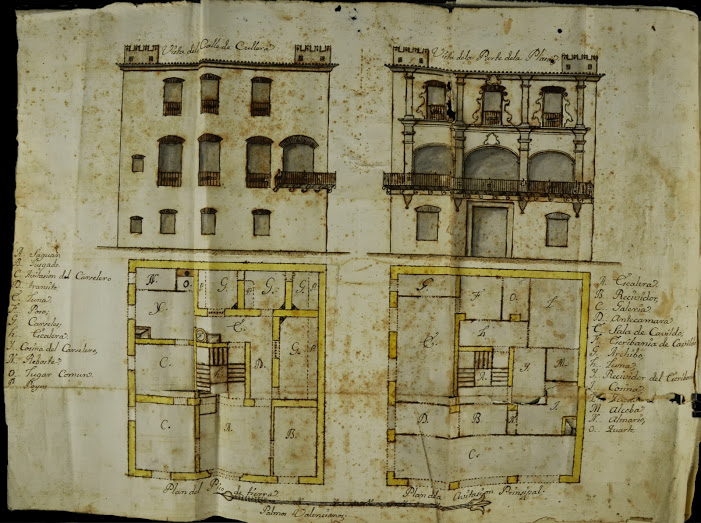
Plano del Ayuntamiento de Sueca realizado por Vicent Gascó en 1756 y conservado en el Archivo Municipal con signatura URB-3/1

En 1756, cinco años después de este acuerdo municipal sobre el acondicionamiento de una sala especial que alojara el archivo, el arquitecto Vicent Gascó presentaba un proyecto para la edificación de un nuevo ayuntamiento que ocupara la misma planta que el anterior. En el plano, se reservaba una sala del primer piso o "Avitasión Prinsipal" para archivo, concretamente la indicada con la letra "G Archibo" en el plano. Se encontraba al fondo de la planta, junto a la "Sala de Cavildo", a través de la cual se accedía. Se trataría de una habitación pequeña, de cuatro metros y medio de largo por uno y medio de ancho, comunicada con el exterior por una ventanita que daba a la calle Cullera. Según el proyecto el suelo del archivo, igual que el de la cocina, se haría con baldosas de Oliva o de Moncada.
Aun así, el mencionado proyecto nunca llegaría a materializarse, y lo cierto es que en 1784 se construía el nuevo y definitivo edificio municipal que ha llegado hasta nuestros días, pero en el solar situado enfrente de donde Vicent Gascó lo proyectó en un primer momento. La distribución de las plantas y de la fachada difería bastante a la proyectada por Gascó en 1756. Pero todavía difería más el espacio destinado al archivo. En el nuevo edificio el archivo ocuparía toda la segunda planta del edificio, además de una cámara o pequeño desván donde se acumularía diverso material custodiado por el Ayuntamiento: alfombras, estandartes, círios, lámparas, etc.

### Siglo XIX
Los diversos pleitos del Ayuntamiento contra la Orden de Montesa y, sobre todo, la abolición de los Señoríos que da pie al Pleito de Incorporación de Sueca a la Hacienda Pública en contra de los intereses de Carlota Godoy, segunda duquesa de Sueca, hacen que el Ayuntamiento contrate los servicios del abogado y archivero Pere Blasco. Pero no sería Blasco, sino Bartomeu Ribelles, fraile dominico y cronista de la ciudad y reino de Valencia, quien terminaría el primer trabajo serio de ordenación y catalogación del Archivo de Sueca.
El trabajo de Ribelles, acabado en 1814, consta de tres volúmenes. Si bien el primer volumen, Examen histórico-crítico del señorío, jurisdicción y derecho a reducirse a la Real Corona, de la insigne villa de Sueca, constituye un trabajo de investigación histórica, donde cumple la tarea encomendada por el Ayuntamiento liberal, los otros dos volúmenes Colección diplomática de los documentos a que se refiere el examen histórico-crítico del señorío, jurisdicción y derecho a reducirse a la Real Corona de la insigne villa de Sueca y Extracto chronológico de los privilegios, escrituras, testimonios, procesos y otros documentos escritos en pergamino y en papel sellado y común, existentes en el archivo de la villa de Sueca, en el año 1814 constituyen el primer intento conocido de ordenación y catalogación del archivo municipal. Efectivamente el segundo volumen transcribe la gran mayoría de los pergaminos del fondo local que previamente había numerado, ordenándolos cronológicamente. Y el tercer volumen es una regesta de otros documentos, en pergamino o papel, del archivo municipal.
El siglo XIX fue capital en la organización y configuración del archivo, puesto que en las Actas Capitulares encontramos numerosos acuerdos referentes a obras de mejora, dotación de mobiliario y material, etc. Ya a principios de siglo, en julio de 1801, al detectarse la desaparición de algunos papeles del archivo el pleno municipal acuerda cerrar la puerta del archivo y del armario donde se guardaban los documentos en la Sala Capitular con tres llaves, una la guardará el Alcalde, la otra el Concejal Decano y la tercera el Escribano.

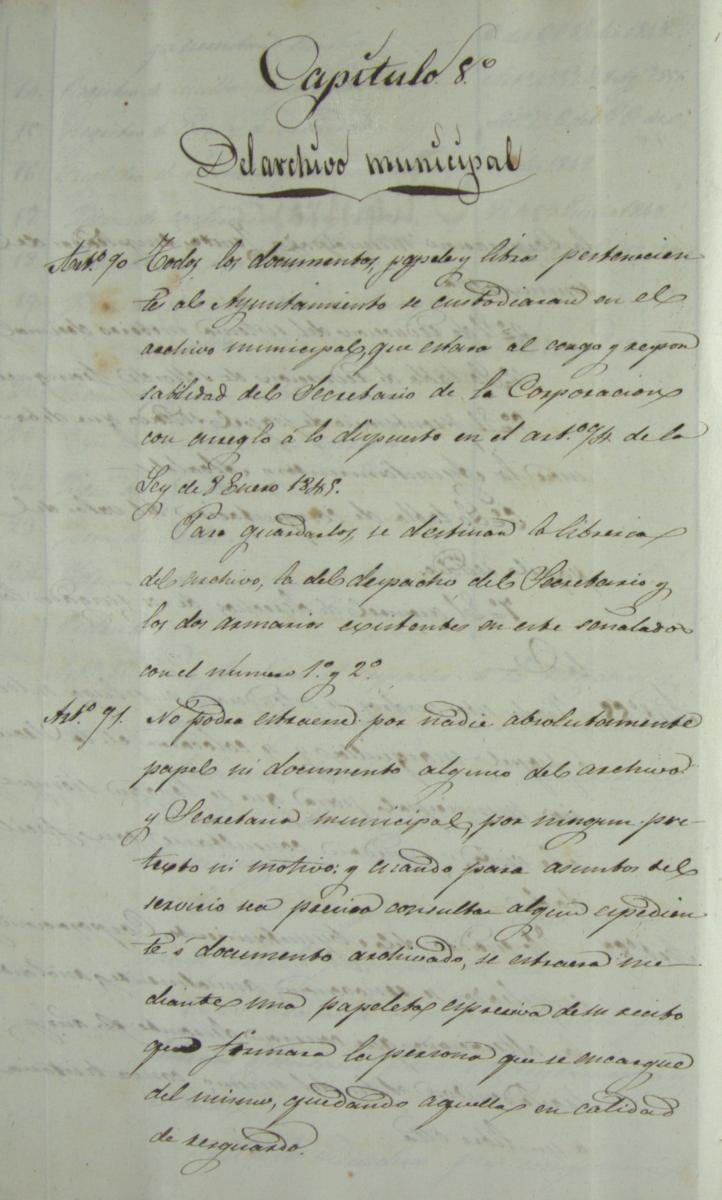
Comienzo del Capítulo 8.º "Del Archivo Municipal", del Reglamento de la Secretaría del Ayuntamiento de Sueca de 1859. Signatura EST-9/3

A lo largo del siglo XIX hay que destacar también la figura del secretario de la corporación Bernardo Ramón Collantes, que fue uno de los autores del opúsculo Esposición del Ayuntamiento de Sueca a las Cortes Constituyentes, pidiendo aclaración de las leyes vigentes sobre señoríos quién, debido a las continuas consultas que hacía de documentación en su lucha antifeudal, impulsó que se elaboraran unas normas para ordenar y confeccionar un inventario del Archivo.
Fue tan importante la relación entre el secretario Bernardo Ramón y el Archivo, y el conocimiento que éste debía de tener de su funcionamiento y contenido, que en 1873, cuando ya había dejado de ser secretario del Ayuntamiento, la corporación municipal lo contrató para que fuera él mismo quién hiciera un inventario de toda la documentación del Archivo.
El reglamento de la Secretaría del Ayuntamiento de 1859 es el primer reglamento municipal en dedicar un capítulo completo, el octavo, al Archivo Municipal.
En las Actas Capitulares de 1867 también hay varios acuerdos relativos al Archivo. En la sesión del 6 de febrero de 1867 se da cuenta al Pleno de una comunicación del gobernador civil de la provincia donde se envía un informe del arquitecto provincial que modifica las reformas que se habían proyectado en el Archivo. En la sesión del 9 de febrero de 1867 se dice que el proyecto pretende el aislamiento del archivo respecto a otras dependencias municipales y en la del 30 de marzo de 1867 se decide inventariar el patrimonio cultural depositado en el Ayuntamiento empezando por los libros impresos, pero un año después, el 11 de noviembre de 1868, el nuevo ayuntamiento surgido de La Gloriosa se ocupa también del material estrictamente archivístico y adquiere nuevas estanterías para el Archivo, que se utilizaron hasta el año 1993, cuando todo el fondo histórico municipal se trasladó a las nuevas dependencias archivísticas del edificio "dels Porxets".

### sigloXX
No hay constancia de cuando empezaría a existir el cargo de funcionario de archivo, aunque en los libros de contabilidad municipal desde principios del siglo XX hay siempre en nómina un funcionario encargado del archivo; pero muchas veces ni siquiera aparece su nombre. En 1924 era archivero Julián Granell Lledó, y a partir de 1931 y hasta 1939, ejerció el cargo Salvador Uriel. La tarea del archivero no era tanto la catalogación y conservación del fondo histórico como la de archivar la documentación que se creaba cada año y suministrarla posteriormente a los distintos negociados cuando la requirieran. De diciembre de 1930 se conserva un inventario, del cual no se sabe el autor, que podría ser de Granell o de Uriel.
El fin de la guerra y la instauración del nuevo régimen político, significó una caída y un abandono casi total del archivo, con alguna excepción como la elaboración de un inventario en 1945.
Esta decadencia durará hasta la transición democrática de finales de los años 70 cuando un pequeño grupo de historiadores y universitarios locales iniciaron las tareas de acondicionamiento, reforma y ordenación del Archivo Municipal. Entre ellos destacan Antoni Furió Diego y Josepa Cortés Escrivà, ambos actualmente profesores de historia medieval en la Universitat de València, que terminaron los primeros trabajos rigurosos de inventario, ordenación y catalogación del Archivo en décadas y que son los fundamentos del actual Archivo Histórico Municipal.

## Publicaciones
El grupo de universitarios y estudiosos surgido a finales de la década de 1970 y que impulsó la recuperación del Archivo, impulsó también la creación, en 1979, de la revista Manoll : Qüaderns d'història i cultura [sic], que tuvo un único número.
El año siguiente —coincidiendo con la I Assemblea d'Història de la Ribera, que se celebró en Sueca también impulsada por este grupo y que continúa celebrándose en la actualidad con alternancia de la organización entre los diferentes pueblos de la Ribera Alta y la Ribera Baja— esta revista pasó a denominarse Quaderns de Sueca y continuó publicándose, siempre vinculada en el Archivo, entre los años 1980 y 2000, con un total de 14 números se convirtió en una plataforma donde los investigadores y estudiosos publicaban sus trabajos sobre Sueca en particular o sobre la Ribera en general.

## Edificios

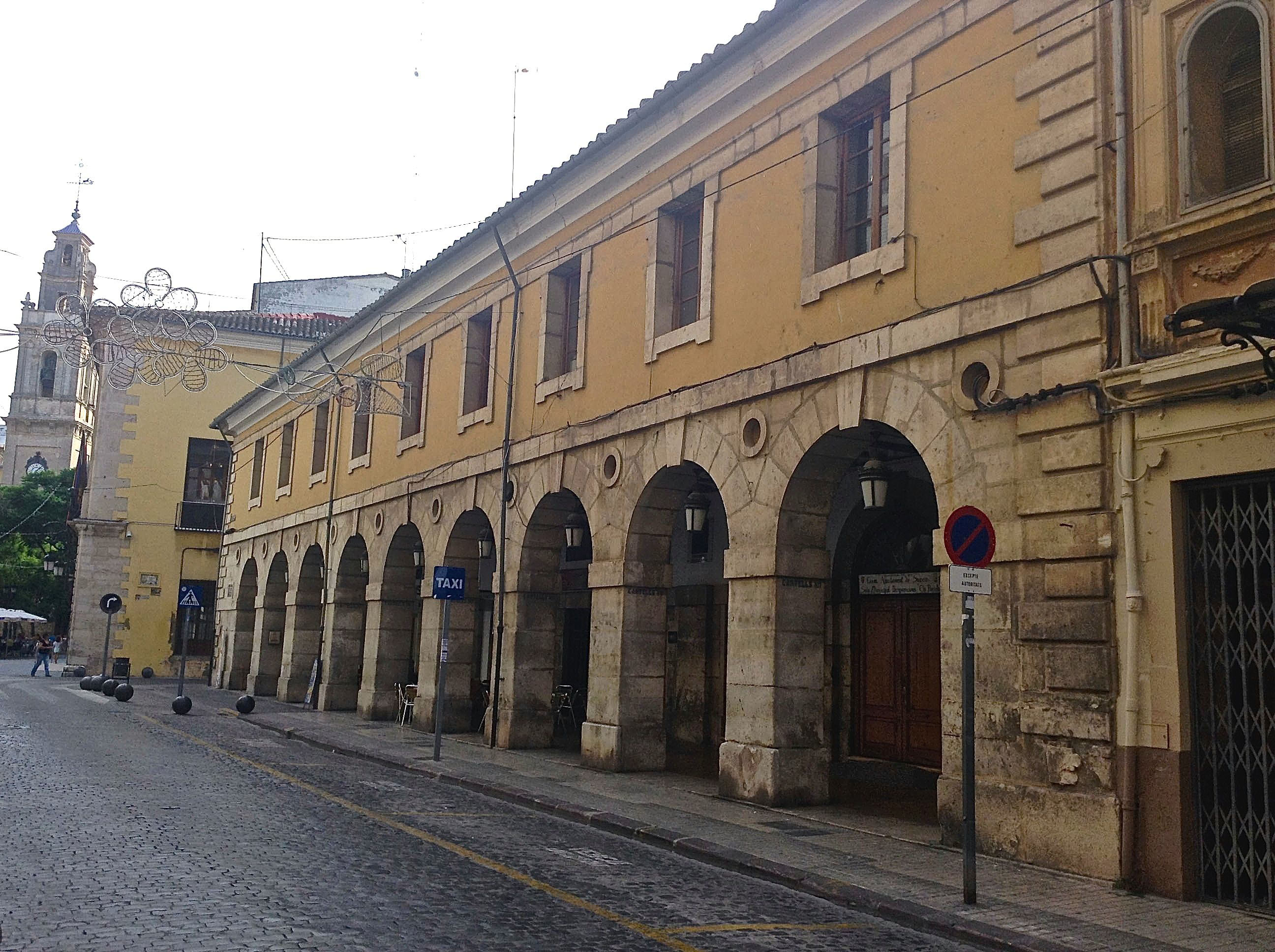
Els Porxets con el edificio del Ayuntamiento y el campanario de la Iglesia Parroquial de San Pedro Apóstol al fondo

Hasta finales del siglo XX el archivo siempre comparte espacio con el mismo ayuntamiento, pero el aumento de la documentación hizo que en la casa consistorial sólo se mantuviera el archivo administrativo, mientras que la documentación histórica se trasladó en 1993 a la primera planta del edificio conocido popularmente como "Els Porxets" (los porches) y situado frente al  ayuntamiento. Seis años después, a finales de 1999, se trasladó a su ubicación actual en la segunda planta del claustro del antiguo Convento de los Franciscanos.

## Fondos

### Fondo municipal
El fondo histórico propio del Archivo Municipal se divide actualmente en las siguientes secciones:
- Pergaminos: de 1246 a 1686
- Justicia y Jurados: del siglo XIV al XVIII y que incluye Actas del Justicia, libros de administración de los jurados,...
- Alcaldía y Secretaría General: a partir del siglo XVIII Actas capitulares, conciliación verbal y juicios de paz, multas gubernamentales, protocolo, pragmáticas y órdenes reales,...
- Estadística-Gobernación: desde el siglo XVIII Padrones de habitantes, orden público, cédulas personales, milicias y quintas,...
- Intervención-Tesorería: Documentación relativa a la administración económica del Ayuntamiento y de la Hacienda Local. El padrón de riqueza más antiguo es de 1464
- Servicios Municipales: Desde el siglo XVIII Administración de los servicios primarios y públicos que son competencia del Ayuntamiento.
- Acción Social o Servicios Sociales: Subdividida en Sanidad, Beneficencia, Culto y clero e Instrucción pública. Documentación a partir del siglo XIX, aunque algunos expedientes de la subsección de Culto y Clero se remontan a 1686
- Urbanismo: Público y particular desde el siglo XVIII
- Cultura: empieza en 1843 con el libro: "Cuentas de la festividad de la Virgen de Sales. 1843 a 1862”
- Recursos humanos: expedientes de personal desde el siglo XIX
- Falange: de 1939 a 1965
- Elecciones: a partir del siglo XIX
- Medio ambiente: siglo XX

### Fondo incorporado
Además del fondo municipal el Archivo Histórico conserva otros tres grandes fondos incorporados:
- El Fondo nobiliario de los Boïl de l'Scala, señores de Manises.[16]
- El Fondo de la Familia Ferrando. Expedientes personales de varios miembros de esta familia suecana de arquitectos y agrimensores.
- El Fondo del Juzgado de primera instància e instrucción de Sueca.